# Quarterly Journal of Austrian Economics
The Quarterly Journal of Austrian Economics (QJAE) — специализированный экономический научный журнал. Журнал издается с 1998 года Институтом Людвига фон Мизеса. Журнал является непосредственным продолжением, издававшегося с 1987 по 1997 годы, The Review of Austrian Economics (RAE). Редактирует журнал Джозеф Салерно.
Основная задача журнала — разработка проблем австрийской школы в экономической теории в соответствии с требованиями современного научного анализа.
Периодичность выхода: 4 номера в год.